# Estrada nacional 26 (Suécia)
A estrada nacional 26 (em sueco: Riksväg 26) é uma estrada nacional sueca com uma extensão de 563 km, que liga Halmstad (Halland) a Mora (Dalecárlia).
Passa pelas cidades de Hyltebruk, Smålandsstenar, Gislaved, Jönköping, Skövde, Mariestad, Kristinehamn, Storfors, Filipstad, Lesjöfors e Vansbro, atravessando as províncias históricas da Halland, Småland, Västergötland, Värmland e Dalecárlia.

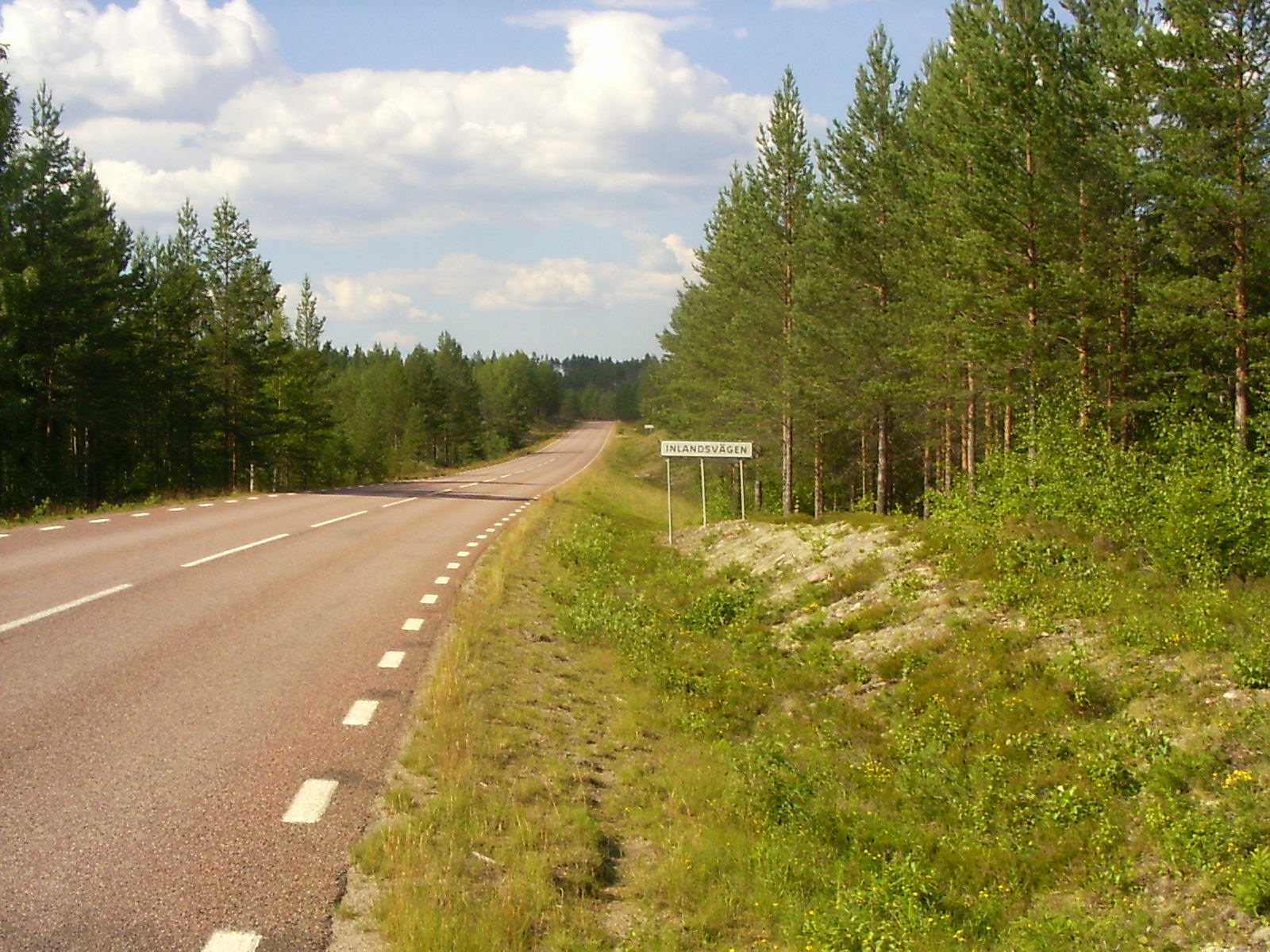
Entre Vansbro e Mora
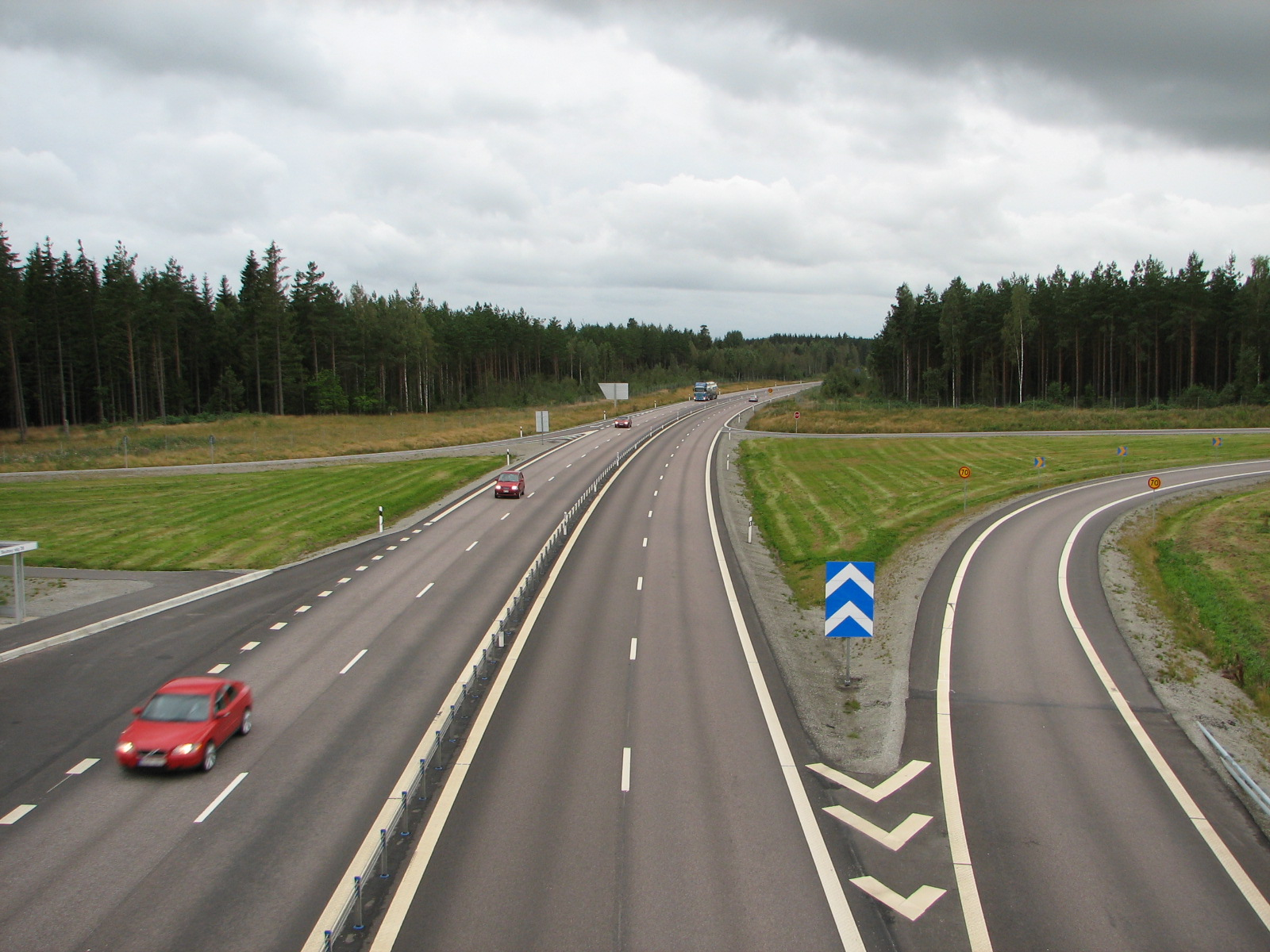
A sul de Skövde